# Boerponny
Boerponnyn är en hästras av ponnystorlek som utvecklats i Sydafrika ur den inhemska boerhästen (även kallad kaphäst). Rasen utvecklades med olika europeiska raser under koloniseringen. Ponnyerna var precis som boerhästen en värdefull tillgång under boerkrigen. Idag används ponnyn främst på mindre jordbruk men har även blivit populär att använda inom distansritt då ponnyn är lugn och tålmodig med en utmärkt uthållning. Boerponnyn kan även ha extra gångarter utöver skritt, trav och galopp. Då oftast en slowgait och en speciell typ av rack. 

## Historia
Under 1600-talet koloniserades den afrikanska kontinenten av européerna och till Sydafrika fördes ett stort antal hästar från bland annat Nederländerna och Storbritannien. Orientaliska hästar som arabiska fullblod och persiska araber fördes över till Afrika. De första hästarna fördes till Sydafrika 1653 av Ostindiska kompaniet och sattes i avel för att bygga upp stammarna av hästar. Före koloniseringen var det enbart de norra delarna av Afrika som hade en hästkultur. Flera raser utvecklades, bland annat Boerhästen och den mindre Basutoponnyn. 
Boerponnyn utvecklades samtidigt som Basutoponnyn av de ädla Boerhästarna och utavel med importerade holländska hästar och mindre exemplar av brittiska körhästar som exempelvis hackneyhästar och Cleveland Bay-hästar. Boerponnyn utvecklades sedan i en gästvänligare miljö än Basutoponnyn och blev något större och mer välfödd. 
Under andra boerkriget mellan 1899 och 1902 var boerponnyerna en mycket viktig tillgång för boerna i deras strider mot britterna. 1973 bildades föreningen för Boerhästen, "Boerperd Society of South Africa" där Boerponnyer kunde registreras. Idag föds Boerponnyn upp i stora isolerade hjordar på flera ställen i Sydafrika och används främst till lättare jordbruk.

## Egenskaper
Boerponnyn är en tuff och tålmodig ponny som ofta kan bli ganska stor med en mankhöjd på mellan 130 och ända upp till 150 cm som även gör att rasen kan räknas som en mindre häst. Det orientaliska inflytandet har gjort rasen ädel och uthållig och boerponnyerna har blivit populära inom den snabbt ökande sporten distansritt på grund av sitt goda temperament och uthållning. Boerponnyn har även utmärkta köregenskaper efter inblandningen av brittiska körhästar. 
Boerponnyn kan vara i alla hela färger som till exempel brun, svart, bork, fux och flaxfux. Olika varianter av skimmel finns också som gråskimmel och stickelhårig men vitskimlar är mycket ovanligt. Boerponnyn används främst idag av bönderna på mindre och lättare jordbruk men även som ridhäst. Ponnyn är känd för sitt lugna temperament och tålamod. 